# Evžen z Mazenodu
Evžen z Mazenodu (Charles Joseph Eugène de Mazenod, 1. srpna 1782, Aix-en-Provence – 21. května 1861, Marseille) byl římskokatolický biskup a zakladatel kongregace Misionáři obláti Panny Marie Neposkvrněné (OMI).

## Život
Pocházel z provinčního šlechtického rodu a uprchl se svou rodinou před francouzskou revolucí do Itálie. Ze Sicílie Evžen se nejprve vzdal víry a ještě za Napoleona se vrátil do Francie kvůli udržení rodinného majetku.
S ohledem na úpadek víry ve Francii a pohnuté mystické zážitky před křížem o Velkém pátku 1807 se rozhodl stát se duchovním. Již na počátku své duchovní služby poznal, že je určený být hlasatelem evangelia a založil provinční misii, malou diecézní duchovní kongregaci s cílem venkovany v provinčním prostředí znovu přivést k víře. Nejdříve se věnoval misionářskému kázání. Společenství oblátů Neposkvrněného Početí Panny Marie 14. února 1826 potvrdil papež Lev XII. V nadcházejících letech byl Evžen z Mazenodu zaměstnaný výstavbou jeho kongregace, brzy v dalších diecézích ve Francii rozšiřoval a 1841 vyslal misionáře do zámoří, nejdříve do Kanady, brzy také do USA, Cejlonu i Afriky. V roce 1837 byl jmenován arcibiskupem v Marseille a zůstal ve funkci až do konce svého života.
Jeho blahoslavení provedl 19. října 1975 papež Pavel VI. a svatořečil 3. prosince 1995 Jan Pavel II.